# Oscar Otte
Pour les articles homonymes, voir Otte.
Oscar Otte, né le 16 juillet 1993 à Cologne, est un joueur de tennis allemand, professionnel depuis 2013.

## Carrière
Oscar Otte réalise sa meilleure saison en 2017 au cours de laquelle il remporte trois tournois ITF, atteint la finale du Challenger de Qingdao et remporte celui de Lisbonne. En 2018, il est finaliste à Ilkley contre Sergiy Stakhovsky. Lucky loser à Roland-Garros en 2019, il est battu au second tour par Roger Federer. En 2020, il est finaliste à Ostrava puis s'impose à Aix-en-Provence contre Thiago Seyboth Wild.
Lors des Internationaux de France 2021, il parvient à mener deux manches à rien face à Alexander Zverev avant de s'incliner (3-6, 3-6, 6-2, 6-2, 6-0). À l'US Open, il sort des qualifications après avoir écarté une balle de match au premier et au second tour, puis se hisse en huitièmes de finale grâce à des victoires contre Lorenzo Sonego, Denis Kudla et Andreas Seppi. Il s'y incline face à Matteo Berrettini.
En juin 2022, il se hisse en demi-finale du tournoi de Halle après avoir éliminé successivement Miomir Kecmanović, Nikoloz Basilashvili et Karen Khachanov, qui font tous les trois partie du top 30. Il s'incline en demi-finale contre le numéro un mondial, Daniil Medvedev (6-7, 3-6).

## Palmarès

### Finale en double messieurs
| No | Date       | Nom et lieu du tournoi | Catégorie | Dotation  | Surface    | Vainqueurs                        | Partenaire     | Score            |          |
| -- | ---------- | ---------------------- | --------- | --------- | ---------- | --------------------------------- | -------------- | ---------------- | -------- |
| 1  | 26-09-2022 | Sofia Open Sofia       | ATP 250   | 534 555 € | Dur (int.) | Rafael Matos David Vega Hernández | Fabian Fallert | 3-6, 7-5, [10-8] | Parcours |

## Parcours dans les tournois duGrand Chelem

### En simple
| Année | Open d'Australie | Open d'Australie | Internationaux de France | Internationaux de France | Wimbledon      | Wimbledon          | US Open         | US Open        |
| ----- | ---------------- | ---------------- | ------------------------ | ------------------------ | -------------- | ------------------ | --------------- | -------------- |
| 2018  | —                | —                | 1er tour (1/64)          | M. Berrettini            | —              | —                  | —               | —              |
| 2019  | —                | —                | 2e tour (1/32)           | Roger Federer            | —              | —                  | —               | —              |
|       |                  |                  |                          |                          |                |                    |                 |                |
| 2021  | —                | —                | 1er tour (1/64)          | Alexander Zverev         | 2e tour (1/32) | Andy Murray        | 1/8 de finale   | M. Berrettini  |
| 2022  | 2e tour (1/32)   | Lorenzo Sonego   | 1er tour (1/64)          | R. Carballés Baena       | 3e tour (1/16) | Carlos Alcaraz     | 1er tour (1/64) | Hubert Hurkacz |
| 2023  | 1er tour (1/64)  | Shang Juncheng   | 1er tour (1/64)          | A. Shevchenko            | 2e tour (1/32) | Daniel Elahi Galán | —               | —              |

N.B. : à droite du résultat se trouve le nom de l'ultime adversaire.

### En double
| 2022 | — | — | 1er tour (1/32) D. Altmaier \|\| style="text-align:left;" \| R. Ramanathan Hunter Reese | 1er tour (1/32) T. Griekspoor \|\| style="text-align:left;" \| R. Galloway Max Schnur | — | — |

N.B. : le nom du partenaire se trouve sous le résultat ; les noms des ultimes adversaires se trouvent à droite.

## Parcours dans lesMasters 1000
| Année | Indian Wells         | Miami                 | Monte-Carlo            | Madrid              | Rome | Canada | Cincinnati | Shanghai | Paris               |
| ----- | -------------------- | --------------------- | ---------------------- | ------------------- | ---- | ------ | ---------- | -------- | ------------------- |
| 2022  | 2e tour H. Hurkacz   | 2e tour G. Monfils    | 1er tour E. Ruusuvuori | —                   | —    | —      | —          | n.o.     | 1er tour John Isner |
| 2023  | 2e tour K. Khachanov | 1er tour B. Nakashima | —                      | 2e tour D. Altmaier | —    | —      | —          | —        | —                   |

N.B. : sous le résultat se trouve le nom de l’ultime adversaire.

## Classements ATP en fin de saison
| Année          | 2011 | 2012 | 2013 | 2014 | 2015 | 2016 | 2017 | 2018 | 2019 | 2020 | 2021 | 2022 | 2023 | 2024 |
| Rang en simple | 1865 | 1168 | 626  | 1159 | 483  | 510  | 131  | 175  | 164  | 140  | 112  | 76   | 254  | 721  |
| Rang en double | –    | 1526 | 534  | 1050 | 1135 | 235  | 231  | 353  | 508  | 780  | 645  | 233  | 276  | –    |

Source : (en) Classements de Oscar Otte sur le site officiel de la Fédération internationale de tennis